# Diversidad sexual en las Islas Caimán
Las personas lesbianas, gays, bisexuales y transgénero (LGBT) en las Islas Caimán pueden enfrentar desafíos legales que no experimentan los residentes no LGBT. Tanto la actividad sexual masculina como femenina entre personas del mismo sexo son legales en las Islas Caimán. A pesar de las actitudes antihomosexuales expresadas por ciertos miembros del gobierno, se sabe que la aceptación social por parte del público de las Islas Caimán es una de las mejores del Caribe. Algunos han atribuido esto a la fuerte influencia británica en el territorio.
El primer ministro de las Islas Caimán, Wayne Panton, expresó su apoyo a las personas LGBTQ poco después de ser elegido al Parlamento y, junto con otros miembros del órgano legislativo, participó en la primera marcha del orgullo de las Islas Caimán en julio de 2021. Su firme apoyo de la comunidad ha sido elogiado por muchos ciudadanos de las Islas Caimán, que en el pasado han criticado al gobierno por su actitud poco profesional y a menudo maleducada hacia esta comunidad.
El 29 de marzo de 2019, el presidente del Tribunal Supremo de las Islas Caimán emitió un fallo declarando inconstitucional la prohibición del matrimonio entre personas del mismo sexo en el territorio. Sin embargo, el fallo fue suspendido y luego anulado por el Tribunal de Apelaciones el 7 de noviembre de 2019. El Tribunal de Apelaciones pidió al Gobierno de las Islas Caimán que implementara uniones civiles o un equivalente legal, y ordenó al Gobierno del Reino Unido que interviniera si el gobierno de Caimán no lo hiciera. El 4 de septiembre de 2020 se promulgó una ley de unión civil. En marzo de 2022, un tribunal de Londres, en el Reino Unido, confirmó la prohibición legal del matrimonio entre personas del mismo sexo.

## Legalidad de la actividad sexual entre personas del mismo sexo
Los actos sexuales entre personas del mismo sexo fueron expresamente despenalizados en virtud de la Orden sobre los Territorios del Caribe (Derecho Penal) de Gran Bretaña de 2000, que entró en vigor el 1 de enero de 2001. Afectó las leyes de otros cuatro territorios de ultramar del Reino Unido (Anguila, Islas Turcas y Caicos, Montserrat y las Islas Vírgenes Británicas).
El informe del Pacto Internacional de Derechos Civiles y Políticos de Gran Bretaña sobre sus territorios de ultramar de Bermudas, las Islas Caimán, las Islas Malvinas, Gibraltar, Montserrat, las Islas Pitcairn, Santa Elena y las Islas Turcas y Caicos declaró en 1999 que "al Gobierno del Reino Unido le preocupa que todos los territorios de ultramar adopten –como ya lo hacen la mayoría de ellos– sustancialmente la misma posición que se adopta en el propio Reino Unido con respecto a la pena capital, los castigos corporales judiciales y el tratamiento como delitos penales de los actos homosexuales entre personas consentidas adultos en privado".
La derogación de la ley anti-gay fue condenada por grupos y políticos conservadores, varios de los cuales formularon teorías de conspiración sobre un supuesto "lobby gay secreto que intenta destruir los valores y el cristianismo de las Islas Caimán".

## Reconocimiento de parejas del mismo sexo
La Ley de Matrimonio de las Islas Caimán define el matrimonio como entre un hombre y una mujer. La Constitución de las Islas Caimán señala el derecho de las parejas del sexo opuesto a contraer matrimonio, aunque no menciona explícitamente las uniones entre personas del mismo sexo.
Desde entonces, se han realizado reformas graduales para reconocer algunos derechos a las parejas del mismo sexo. En julio de 2016, el Tribunal de Apelaciones de Inmigración falló a favor de un hombre gay que buscaba ser agregado al permiso de trabajo de su cónyuge como dependiente. Más tarde ese año, la Asamblea Legislativa votó en contra de una moción para celebrar un referéndum sobre la legalización del matrimonio entre personas del mismo sexo. En junio de 2018 se presentó ante el Gran Tribunal una demanda presentada por una pareja del mismo sexo entre caimaneses y británicos, Chantelle Day y Vickie Bodden, impugnando la prohibición del matrimonio entre personas del mismo sexo. Los argumentos orales del caso se escucharon en febrero de 2019, con una decisión del presidente del Tribunal Supremo Anthony Smellie a favor del reconocimiento del matrimonio entre personas del mismo sexo publicada el 29 de marzo de 2019.
Sin embargo, la decisión fue posteriormente revocada por el Tribunal de Apelación de las Islas Caimán. Los argumentos del recurrente se presentaron ante el tribunal durante tres días, a partir del 28 de agosto de 2019. El Tribunal se alineó con el gobierno y el 7 de noviembre de 2019 anuló la sentencia anterior del Presidente del Tribunal Supremo. Pidió al Gobierno de las Islas Caimán que introduzca las uniones civiles y pidió al Gobierno del Reino Unido que intervenga si el Gobierno de las Islas Caimán no lo hace. La pareja solicitante presentó una apelación ante el Consejo Privado, con sede en el Reino Unido, y los alegatos orales se fijaron para el 23 de febrero de 2021. En marzo de 2022, un tribunal de Londres, en el Reino Unido, confirmó la prohibición legal del matrimonio entre personas del mismo sexo.
El 26 de junio de 2020, el Gobierno de las Islas Caimán presentó un proyecto de ley sobre sociedades de hecho a la Asamblea Legislativa. El proyecto de ley fracasó por 8 a 9 votos y, en consecuencia, como exige el fallo del Tribunal de Apelación, intervino el Gobierno de Su Majestad. El 4 de septiembre de 2020, el gobernador Martyn Roper aprobó la Ley de Sociedad Civil de 2020 y 11 leyes consiguientes que entraron en vigor el mismo día. Según los cambios, las parejas civiles pueden compartir seguro médico, inmigrar juntos y disfrutar de otros derechos extendidos a las parejas casadas. Las uniones civiles están abiertas tanto a parejas del mismo sexo como a parejas heterosexuales.

## Protecciones contra la discriminación
En 2009, un proyecto de constitución excluía los derechos LGBT. El Comité de Asuntos Exteriores británico calificó de "deplorable" la decisión de excluir la orientación sexual como motivo prohibido de discriminación y expresó su preocupación de que violara la legislación sobre derechos humanos. Planteó la posibilidad de que a los residentes de las Islas Caimán se les pueda brindar menos protección que la plena a la que tienen derecho, según el Convenio Europeo de Derechos Humanos.

## Servicio militar
A las personas lesbianas, gais, bisexuales y transgénero se les ha permitido servir abiertamente en las Fuerzas Armadas británicas desde 2000. Sin embargo, la legalización de la homosexualidad no se produjo hasta 2001, por lo que estuvo totalmente permitida desde este último año.

## Condiciones de vida
Los ciudadanos LGBT y las parejas del mismo sexo, en su mayoría, reciben el mismo trato en ciertos aspectos de la vida. La banca y los seguros son iguales, y los derechos de inmigración para las parejas del mismo sexo se han ampliado a lo largo de los años. Está mal visto que una empresa discrimine a las personas LGBT, por lo que no es común. La aceptación LGBT entre los jóvenes caimaneses es evidente, y algunas instituciones educativas como Cayman International School tienen clubes juveniles LGBT. Aunque las uniones civiles son legales, la lucha por la legalidad del matrimonio entre personas del mismo sexo continúa.
Las muestras abiertas de afecto entre parejas del mismo sexo pueden resultar ofensivas en áreas conservadoras. Las islas hermanas de Caimán Brac y Pequeña Caimán siguen siendo profundamente conservadoras, por lo que se recomienda precaución. Gran Caimán, con su gran población inmigrante de países más amigables con LGBT, como Estados Unidos y el Reino Unido, ha introducido puntos de vista más liberales en la isla, aunque aún se recomienda tener precaución. Los centros turísticos son más receptivos, ya que es crucial que se atienda a los visitantes de todos los orígenes. Es poco común que parejas del mismo sexo sean atacadas verbal o físicamente, aunque algunas parejas pueden recibir miradas curiosas. Los caimaneses mayores tienden a ser más conservadores cuando se trata de cuestiones como los derechos LGBT, mientras que la llegada de inmigrantes de naciones amigas de la comunidad LGBT y el rechazo del cristianismo estricto por parte de muchos jóvenes caimaneses han influido en la actitud entre la generación más joven, que hoy en día parece mucho más liberal.
La escena gay en las Islas Caimán es limitada, sin clubes nocturnos ni playas gay específicos; sin embargo, los hoteles organizarán eventos durante el mes del orgullo LGBT para mostrar su apoyo. Todos los restaurantes, bares y hoteles atienden a la clientela LGBT. La franja de Seven Mile Beach es el centro de la escena gay de la isla, siendo el lugar de la marcha anual del orgullo gay de las Islas Caimán.

### Homofobia
Si bien las Islas Caimán son oficialmente laicas y la Constitución garantiza la igualdad y la no discriminación, el gobierno ha sido particularmente expresivo y sin remordimientos al expresar sus actitudes anti-gay. En 1998, prohibió la llegada a puerto de un barco de Norwegian Cruise Line que transportaba a más de 900 viajeros homosexuales. El Ministerio de Turismo declaró: "No podemos contar con este grupo para mantener los estándares de comportamiento apropiado que se espera de los visitantes a las Islas Caimán". La prohibición generó críticas de grupos de derechos humanos y agencias de viajes, algunos de los cuales aconsejaron boicotear las islas. En 2008, la policía arrestó a un hombre gay de Massachusetts después de besar a su pareja en la pista de baile de un club nocturno; posteriormente fue puesto en libertad. Desde finales de la década de 2010, el apoyo a la comunidad LGBT ha aumentado y las actitudes del público han cambiado drásticamente.